# Nicolas François Thiessé
Pour les articles homonymes, voir Thiessé.
Nicolas François Thiessé est un homme politique français né le 9 janvier 1759 à Forges-les-Eaux et mort le 16 décembre 1834 à Rouen.

## Biographie
Avocat au Parlement de Rouen, il est officier municipal de Rouen en 1790. emprisonné sous la Terreur, il est libéré après le 9 thermidor et devient procureur syndic du district de Rouen puis accusateur public au tribunal criminel. Il est élu député de la Seine-Inférieure au Conseil des Cinq-Cents le 23 germinal an VI, se montrant un député très actif. Partisan du coup d'État du 18 Brumaire, il est membre de la commission intermédiaire le 19 brumaire, puis passe au Tribunat, qu'il quitte en 1802. En 1814, il est nommé procureur impérial des douanes.

## Sources
- « Nicolas François Thiessé », dans Adolphe Robert et Gaston Cougny, Dictionnaire des parlementaires français, Edgar Bourloton, 1889-1891 [détail de l’édition]